# Basilika Unserer Lieben Frau von Guadalupe (Pachuca)

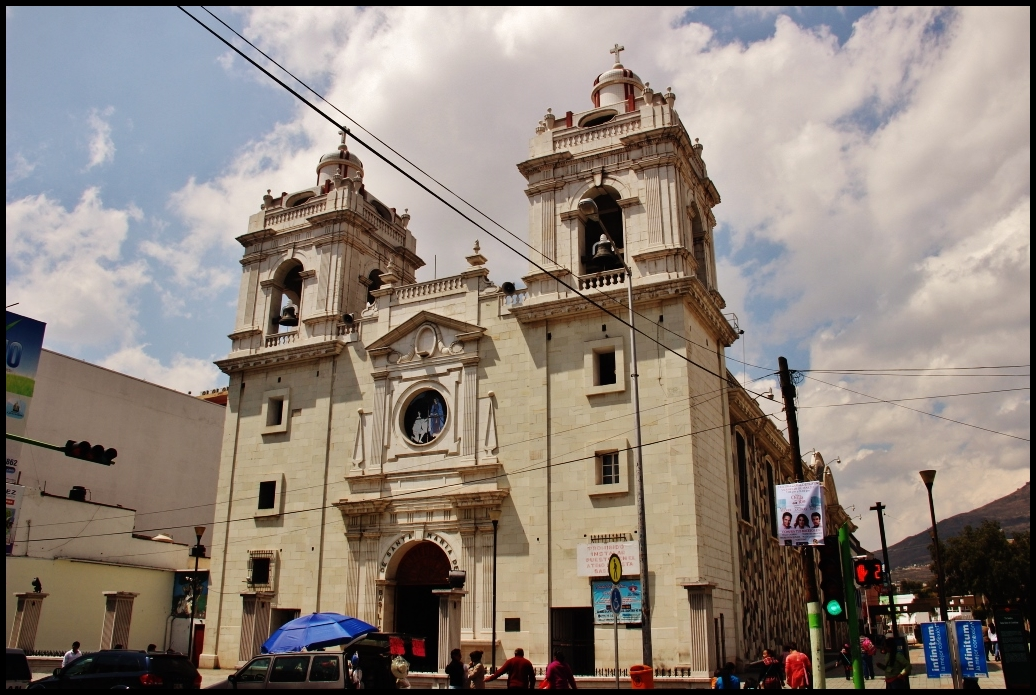
Basilika Unserer Lieben Frau von Guadalupe

Die Basilika Unserer Lieben Frau von Guadalupe (spanisch Basilíca Nuestra Señora de Guadalupe), auch La Villita genannt, ist eine Kirche in Pachuca de Soto, der Hauptstadt des mexikanischen Bundesstaates Hidalgo. Die Pfarrkirche des Erzbistums Tulancingo ist Unserer Lieben Frau von Guadalupe gewidmet, Schutzpatronin von Mexiko. Die Kirche wurde in den 1950er Jahren errichtet und gilt als Baudenkmal.

## Geschichte
Bereits 1596 soll eine kleine Kapelle zu Ehren Unserer Lieben Frau von Guadalupe errichtet worden sein, die 1725 bei der Genehmigung für den Bau des Hospitals der Barmherzigen Brüder vom hl. Johannes von Gott erwähnt wurde. Ein geplanter Ausbau im 19. Jahrhundert wurde durch die Unterdrückung des Krankenhausordens zunächst verhindert. Eine Kapelle aus der Mitte des 19. Jahrhunderts wurde 1907 erweitert und erhielt eine Höhe von 8 Metern bei einer Breite von 5 Metern. 1923 wurde die Kapelle zur Pfarrkirche erhoben und bei wirtschaftlicher Knappheit abschnittsweise ausgebaut.
Am 2. Februar 1952 wurde der Bau der heutigen Basilika beschlossen. Sie wurde vom Architekten Cegral und den Maurermeistern Lazcano und Aurelio Becerra entworfen. Im Laufe der Jahre wurde die Fassade mit in Bruchstein gehauenen Strukturen verziert. Am 17. September 2004 wurde die Kirche durch Papst Benedikt XVI. in den Rang einer Basilika minor erhoben.

## Architektur

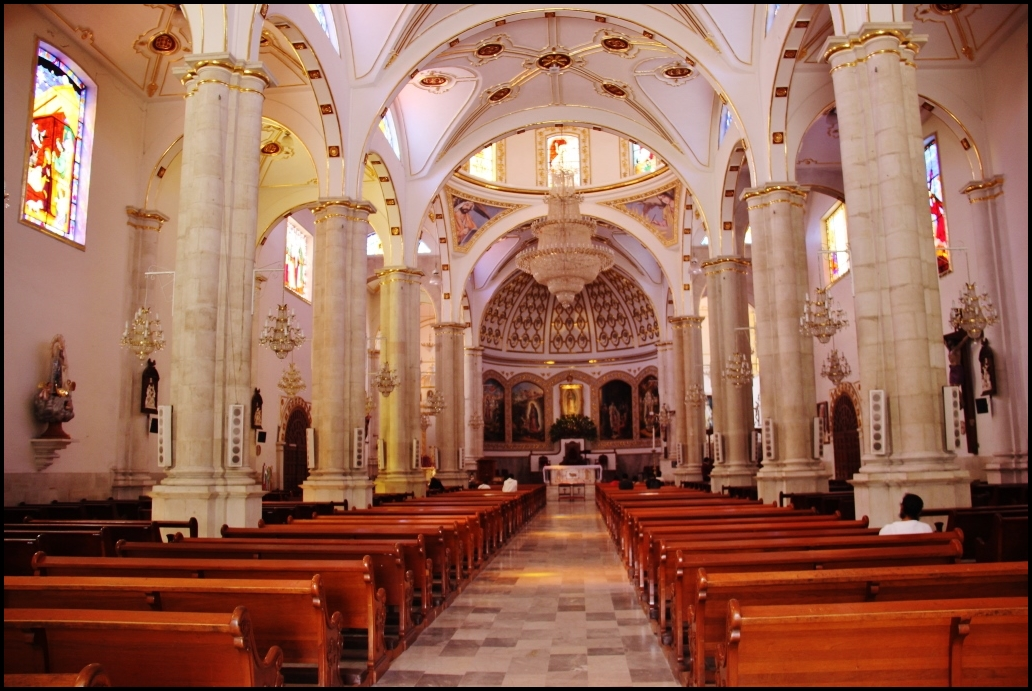
Innenraum

Die monumentale Fassade wird von zwei symmetrischen Türmen flankiert und ist aus weißem Bruchstein gearbeitet. Der runde Eingangsbogen auf glatten Pfosten wird von zwei Paaren flacher kannelierter Pilaster begrenzt, die ein Gebälk mit Triglyphen tragen. Die Kirche wurde als dreischiffige Basilika entworfen, deren Mittelschiff breiter, aber nur wenig höher als die Seitenschiffe ist. Sie besitzt eine Länge von 62 Metern bei einer Breite von 24 Metern. Im Mittelschiff öffnet sich die Kuppel auf einem durchfensterten Tambour, der Chor schließt sich nach einem einzelnen Joch mit einer runden Apsis mit einem halbkuppelförmigen Gewölbe an. Die Decke ist als Reihe flacher Kuppelgewölbe ausgeführt.

## Ausstattung
Der Innenraum beherbergt verschiedene Skulpturen katholischer Heiliger und Gemälde, letztere von den Meistern Jesús Becerril und Jacobo Alcántara, die die vier Evangelisten darstellen. Die Beleuchtung erfolgt durch Buntglasfenster, die von dem Künstler Gabriel Peñafiel angefertigt wurden. Diese leuchtenden Fenster stellen die freudigen und schmerzhaften Geheimnisse Jesu Christi dar, andere zeigen die vier Erscheinungen der Jungfrau von Guadalupe auf dem Hügel von Tepeyac.